# El balcó de les dones
El balcó de les dones (títol original en hebreu, ישמח חתני) és una pel·lícula de comèdia israeliana del 2016 dirigida per Emil Ben-Shimon. La pel·lícula és protagonitzada per Evelin Hagoel, Yigal Naor, Orna Banai i Aviv Alush. Segueix una congregació de la sinagoga mizrahim del barri de Bukharà de Jerusalem. La congregació està confosa pels danys a l'edifici de la seva sinagoga. Un jove rabí carismàtic i guapo (Alush) promet reconstruir-la, però intenta moure la comunitat en una direcció molt més conservadora. S'ha doblat i subtitulat al català.
Tot i que la pel·lícula està ambientada al barri de Bukharà de Jerusalem, es va rodar a Musrara, Nahlaot, Yemin Moshe i Talbiya, barris del Jerusalem occidental que encara tenen el pluralisme jueu pel que fa a l'observança i la pràctica.
La pel·lícula es va estrenar el setembre de 2016 al Festival Internacional de Cinema de Toronto. Va rebre una estrena àmplia als cinemes d'Israel i una estrena limitada a l'estranger.
La pel·lícula va ser un gran èxit de taquilla a Israel, encapçalant les llistes de films. Es va convertir en una de les pel·lícules més taquilleres dels darrers vint anys al país.
Després de l'èxit de crítica i comercial, va ser nominada a sis premis Ophir. El 2021, la pel·lícula es va adaptar en sèrie de televisió pel canal Keshet 12. Diversos intèrprets del repartiment original van repetir els seus papers, i Tzachi Halevy es va unir al repartiment.